# Hotel Bristol (Bonn)
Koordinaten: 50° 43′ 48,5″ N, 7° 5′ 59,2″ O
Das Hotel Bristol war ein Hotel in Bonn, das 1972 eröffnet wurde. Das Hotelgebäude lag in direkter Nähe zum Bonner Zentrum am Rande der Südstadt an der Ecke Prinz-Albert-Straße/Poppelsdorfer Allee. 2021 wurde das Hotel geschlossen, der Abriss begann ein Jahr später und wurde Ende März 2024 abgeschlossen.

## Geschichte
Das Hotel entstand anstelle des abgebrochenen Gesellschaftshauses des Bonner Bürgervereins als Investitionsobjekt des Versicherungskonzerns Deutscher Herold, dessen Unternehmenszentrale damals unmittelbar benachbart war, nach Plänen des Bonner Architekten Ernst van Dorp. Die Eröffnung fand im März 1972 statt. Betrieben wurde es von Beginn an vom Düsseldorfer Familienunternehmen Günnewig. In der Zeit Bonns als Bundeshauptstadt waren dort häufig Gäste des Auswärtigen Amtes untergebracht.  Im Juni 1984 übernachtete hier der südafrikanische Premierminister Pieter Willem Botha während seines Staatsbesuchs in Bonn. Am 8. September 1987 gab der DDR-Staatsratsvorsitzende Erich Honecker im Rahmen seines Arbeitsbesuchs in der Bundesrepublik zum Abschluss seines Aufenthalts in Bonn im Hotel Bristol ein Abendessen zu Ehren von Bundeskanzler Helmut Kohl und hielt dabei eine von Kohl erwiderte Ansprache. 1991 erfolgte eine umfassende Renovierung des Hotels, eine weitere 2008. Zum Jahresbeginn 2017 wechselte das Hotel von Günnewig zur Centro Hotel Group.
Im März 2021 wurde das dauerhafte Ende des Hotelbetriebes bekannt gegeben.

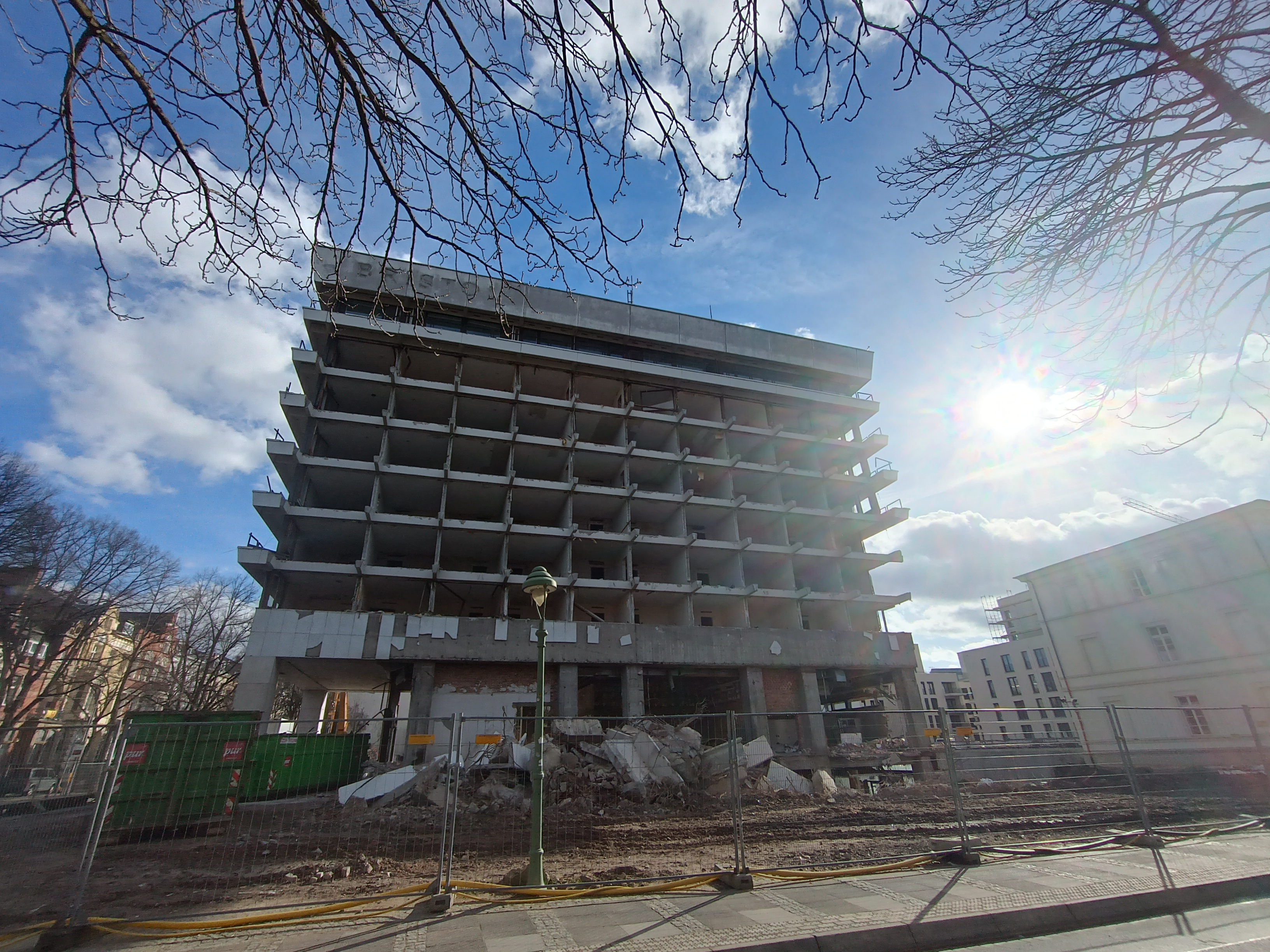
Abrissarbeiten am 13. Februar 2024

## Architektur und Ausstattung
Das Hotelgebäude war ein siebengeschossiger Stahlskelettbau mit Sichtbeton, der einem eingeschossigen Eingangsbau mit angeschlossenen Funktionsbereichen aufgesetzt war. Ursprünglich 70 Einzel- und 65 Doppelzimmer umfassend, war die Zimmeranzahl zuletzt mit 116 angegeben. Der Eingang mit repräsentativer Vorfahrt lag an der Prinz-Albert-Straße, zur Poppelsdorfer Allee hin waren ein Café und ein Restaurant mit Außenterrasse vorgelagert. Es gab acht Tagungs- und Veranstaltungsräume, wobei die beiden größten Festsäle zu einer maximalen Kapazität von 350 Personen kombiniert werden konnten.

„[E]in Hotelneubau, der den städtebaulichen Rahmen völlig sprengt, obwohl er durch die Diskrepanz zwischen seiner Skelettkonstruktion und dem monumentalen Anspruch der Fassadenverkleidung wilhelminischer Architektur mittelbar verpflichtet ist.“